# 塔韦尔纳斯
塔韦尔纳斯，是西班牙安达卢西亚自治区阿尔梅里亚省的一个市镇。 总面积280km2, 总人口3020人（2001年），人口密度11人/km2。

## 电影

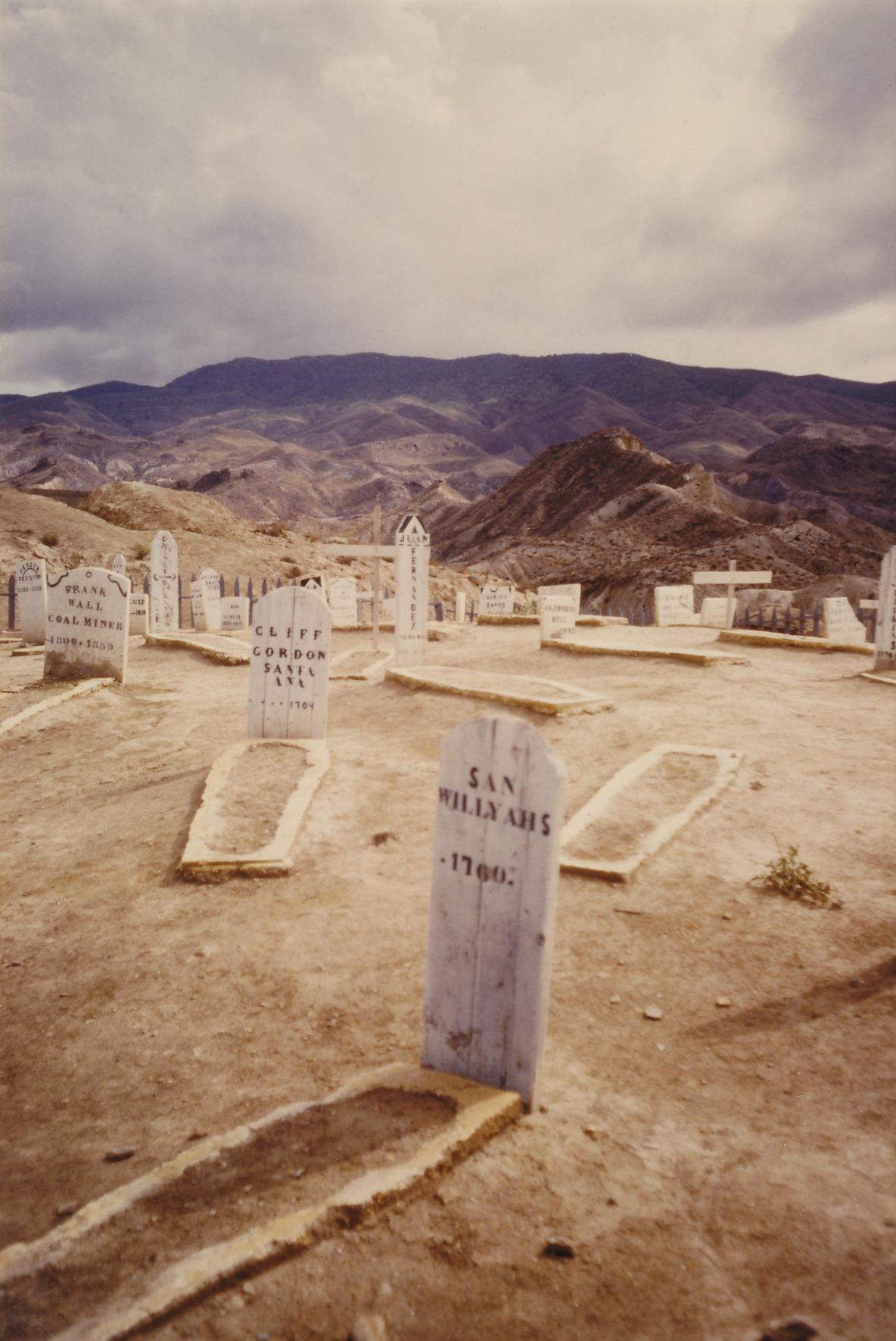
"Wild West" cemetery in "Yucca City" in the desert of Tabernas

塔韦尔纳斯沙漠因其与北非沙漠、阿拉伯沙漠和北美沙漠相似，并且与月球景观相似。从20世纪50年代起开始在此拍摄许多需要这种景观的电影(意大利式西部片)，使该地区享誉世界。
参见|电影列表